# Riyo Mori
Riyo Mori (jap. 森理世 Mori Riyo) (ur. 24 grudnia 1986 w Shizuoce, Japonia) – japońska instruktorka tańca, która zdobyła tytuł Miss Universe 28 maja 2007 w Meksyku. Jest drugą Japonką, której udało się zdobyć ten tytuł.